# Kandegowdanapura, Heggadadevankote
Kandegowdanapura là một làng thuộc tehsil Heggadadevankote, huyện Mysore, bang Karnataka, Ấn Độ.